# Pârâu Mare, Mureș
Pârâu Mare este un sat în comuna Ibănești din județul Mureș, Transilvania, România.